# Tilly-la-Campagne
Pour les articles homonymes, voir Tilly.
Tilly-la-Campagne est une ancienne commune française, située dans le département du Calvados en région Normandie, peuplée de 260 habitants. Le 1er janvier 2019, elle devient commune déléguée de Castine-en-Plaine.

## Toponymie
Le nom de la localité est attesté sous les formes Tilleium en 1198 (magni rotuli, p. 21, 2), Tilia en 1222 (charte d’Aunay), de Tellayo vers 1350, Telleium en 1265 (charte de Saint-Étienne de Fontenay, 112), Tylie au XIIIe siècle (livre blanc de Troan, ch. 70), Tailly en 1371, Teillay en 1371, Tilly en 1778, Tilly la Campagne en 1793, Tilly-la-Campagne en 1801.
De l'oïl *tilli, « lieu planté de tilleuls ».

## Histoire
Au cours de l'été 1944, le village fut détruit à plus de 95 % par les bombardements alliés. Il est considéré comme le village ayant le plus souffert de la guerre sur tout le territoire. Il fut particulièrement endommagé par l'aviation lors de l'opération Goodwood. Les Britanniques, appuyés par les Canadiens, voulaient atteindre la crête de Verrières, Saint-Martin-de-Fontenay et Fontenay-le-Marmion. Les chars britanniques furent bloqués dans la plaine de Tilly-la-Campagne, située en bordure d'Hubert-Folie et Soliers, par l'artillerie allemande, fortement implantée dans les bois de Garcelles-Secqueville et sur les terres situées sur Tilly-la-Campagne, à la limite de Saint-Martin-de-Fontenay.
Juste avant cette opération, les Allemands avaient totalement évacués les civils, comme de nombreuses familles de Soliers et de Tilly-la-Campagne en témoignent. Les convois civils prirent la direction de Tours et furent hébergés dans des camps de réfugiés auprès d'Angers. Ils ne reviendront qu'après la percée américaine et la prise de Paris pour découvrir leurs maisons rasées sur Tilly-la-Campagne, Hubert-Folie, Bourguébus et Soliers.
Le 1er janvier 2019, elle fusionne avec Hubert-Folie et Rocquancourt pour former la commune nouvelle du Castine-en-Plaine, dont la création est actée par un arrêté préfectoral du 19 décembre 2018.

## Politique et administration
| Période                                  | Période       | Identité     | Étiquette | Qualité |
| ---------------------------------------- | ------------- | ------------ | --------- | ------- |
| ?                                        | mars 2001     | Gérard Hue   |           |         |
| mars 2001                                | décembre 2018 | Olivier Deru | SE        |         |
| Les données manquantes sont à compléter. |               |              |           |         |

## Démographie
En 2021, la commune comptait 260 habitants. Depuis 2004, les enquêtes de recensement dans les communes de moins de 10 000 habitants ont lieu tous les cinq ans (en 2008, 2013, 2018, etc. pour Tilly-la-Campagne) et les chiffres de population municipale légale des autres années sont des estimations.
| 1793 | 1800 | 1806 | 1821 | 1831 | 1836 | 1841 | 1846 | 1851 |
| ---- | ---- | ---- | ---- | ---- | ---- | ---- | ---- | ---- |
| 122  | 121  | 122  | 126  | 123  | 123  | 128  | 129  | 120  |

| 1856 | 1861 | 1866 | 1872 | 1876 | 1881 | 1886 | 1891 | 1896 |
| ---- | ---- | ---- | ---- | ---- | ---- | ---- | ---- | ---- |
| 132  | 120  | 105  | 101  | 97   | 96   | 87   | 85   | 81   |

| 1901 | 1906 | 1911 | 1921 | 1926 | 1931 | 1936 | 1946 | 1954 |
| ---- | ---- | ---- | ---- | ---- | ---- | ---- | ---- | ---- |
| 86   | 94   | 97   | 85   | 68   | 89   | 73   | 28   | 77   |

| 1962 | 1968 | 1975 | 1982 | 1990 | 1999 | 2008 | 2013 | 2018 |
| ---- | ---- | ---- | ---- | ---- | ---- | ---- | ---- | ---- |
| 79   | 96   | 80   | 73   | 74   | 93   | 96   | 130  | 244  |

| 2019 | - | - | - | - | - | - | - | - |
| ---- | - | - | - | - | - | - | - | - |
| 252  | - | - | - | - | - | - | - | - |

## Lieux et monuments
- L'église Saint-Denis (Reconstruction, 1961).

L'ancienne église de Tilly datait du XVIIIe siècle. Elle fut détruite entièrement par les bombardements de juillet 1944. Au moment de Noël, le village est réputé pour ses nombreuses maisons décorées.

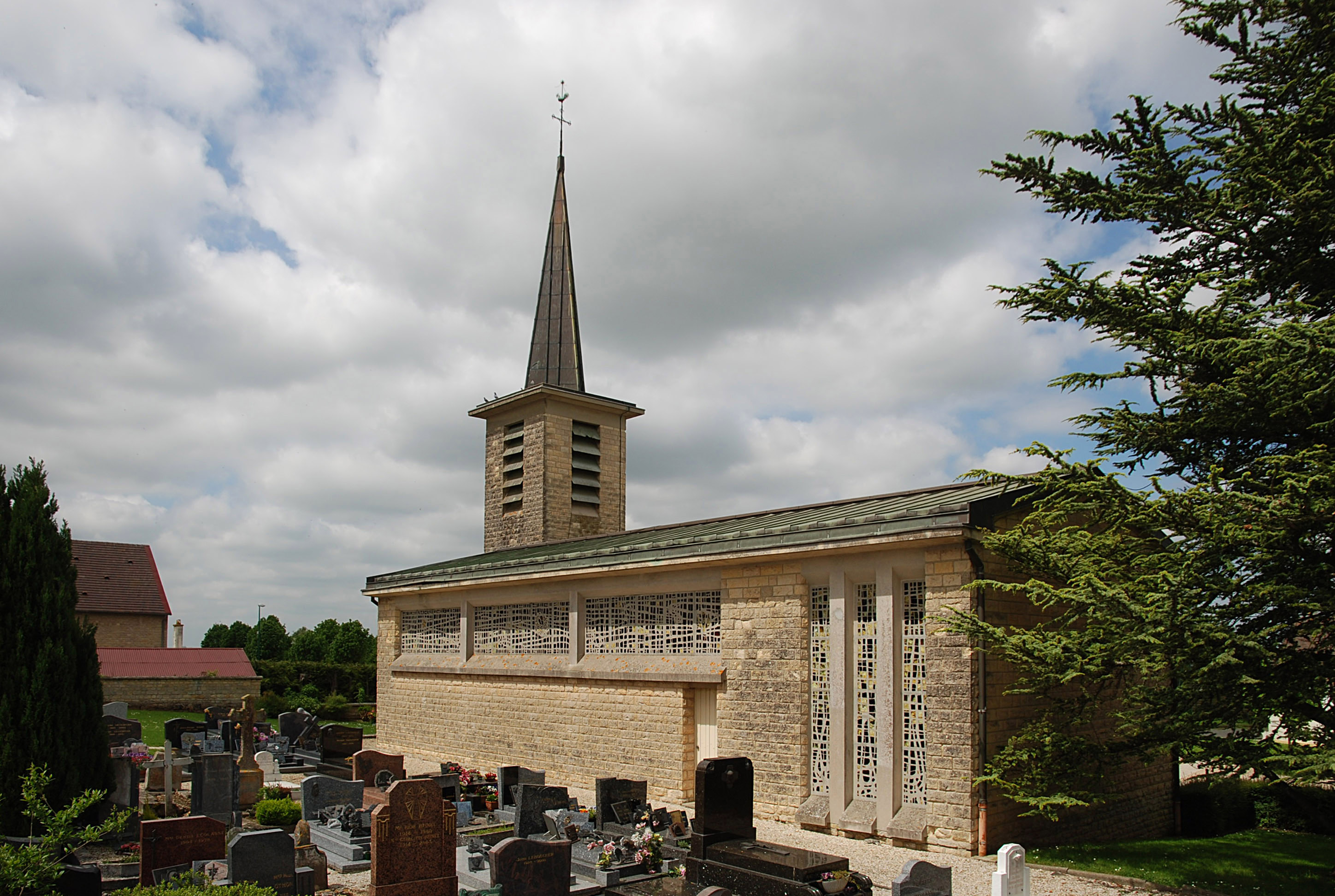
L’église Saint-Denis.
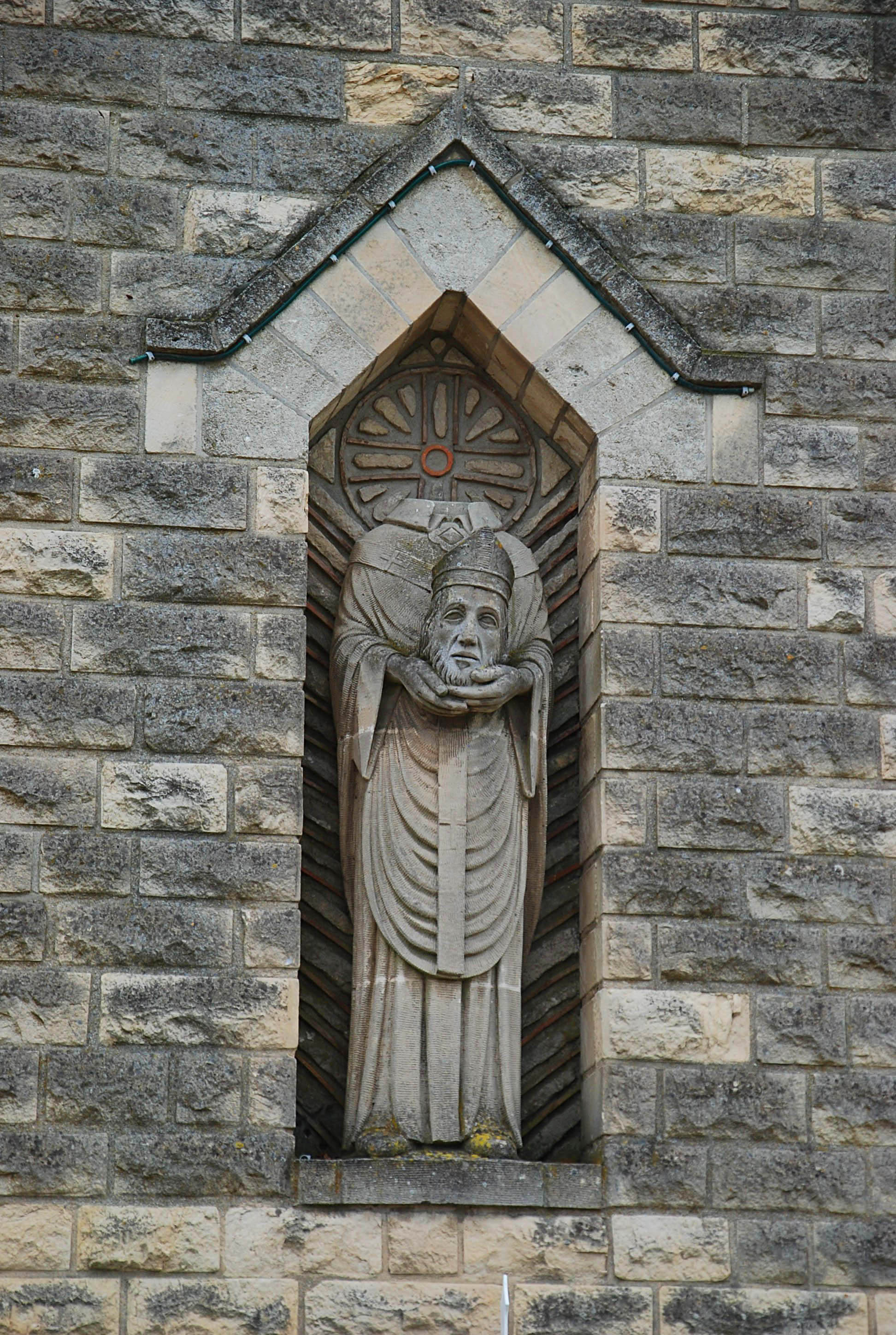
La statue de saint Denis dans une niche du clocher.